# 神作家・紫式部のありえない日々
『神作家・紫式部のありえない日々』（かみさっか・むらさきしきぶのありえないひび）は、D・キッサンによる日本の漫画作品。『月刊コミックZERO-SUM』（一迅社）にて、2021年12月号から連載されている。紫式部が神作家として描かれているコメディで、平安時代を舞台している作品。

## あらすじ
世渡り下手な才女・香子は、夫を失った悲しみを紛らわすべく創作活動に打ち込んでいた。彼女の書き上げた作品は宮中でも話題になるものとなり、やがて帝の妃の家庭教師として宮仕えをすることになる。自身が執筆した『源氏物語』により、香子は慣れない人間関係に翻弄されていくこととなる。

## 作風
『月刊コミックZERO-SUM』編集長の君島彩子によると、「平安自体独特の雰囲気が味わえて、親近感も感じることのできる」作品である。本作には魅力がたくさんあるが、中でも「登場人物がいい」という。「「こんな人、友達にいる!」と、つっこみたくなる人物も多くて、一緒に宮仕えしたいと思えてしまう」よう描かれている。東京新聞によると、本作の「登場人物は同人誌の作家やファンをイメージしており、平安時代がぐっと身近」となる作品となっている。ライターの三浦天紗子は、本作を「高貴な人々の服装、宮中の様子など、興味の尽きない場面」が多く、「人間模様も面白い」と評している。

## 登場人物
声は、ボイスコミックの声優。

### 主人公
藤式部（とうしきぶ）／香子（こうし）
声：赤星真衣子
本作の主人公。34歳のシングルマザー。一話中盤より35歳になっている。
学者の父を持ち、漢籍や和歌の知識は確か。返歌を求められた際は知識のある者しかわからないよう返すなど、機転が利く。しかし引きこもりのオタク気質で、宮仕えも働きたくないとだだをこねた。
姉や夫を亡くしており、その悲しさをまぎらわすため同人活動として『源氏物語』の執筆をはじめた。その同人誌が宮中で評判となり、帝の妃・彰子の家庭教師かつ彰子と帝の仲を物語で取り持つため宮仕えすることとなる。この際、彰子の母・倫子から藤式部という女房名を与えられた。はじめは宮中の人間関係が上手くいかず、5ヶ月ほど宮仕えをブッチしたものの、娘・賢子（声：北奈つき）に諭され宮中に戻る。頭の良さを疎まれていたことから、宮中では漢字の「一」も書けないほどのアホのふりをしている。
過去に皇后・定子の落飾に偶然立ち会っている。その出来事から、源氏物語の桐壺の更衣は帝に寵愛されたがために仏にすがることすら許されず亡くなった定子をモデルとして執筆している。

### 宮中
小少将の君（こしょうしょうのきみ）
藤式部の隣の局の女房で、藤式部の数少ない友達。宮中の生活に不慣れな藤式部に習慣などを教えることが多い。彰子の母方の従姉妹にあたる血筋だが、父が出家し後ろ盾がないため宮中に出仕している。詳細は不明だがバツイチ。
『源氏物語』の大ファンで藤式部のことを神と称し、藤式部が宮中生活をブッチした際は戻って来て欲しい旨の手紙を送るなど慕っている。筋金入りの腐女子で、『源氏物語』では「頭中将×源氏」を推している。本人は腐女子であることを隠しているが、藤式部はシックスセンスによりそれを察している。
左衛門の内侍（さいものないし）
学者の娘で帝付きの女房。
『源氏物語』の作者である藤式部に対して思うところがあり、宮中に「日本紀の御局」というあだ名を流布する。というのも『源氏物語』を読むようになってから体調不良に襲われる・源氏と自分の恋愛模様を考えてしまう・周囲の者が軽々しく源氏を語ることが許せないといった現象に悩まされ、元凶である『源氏物語』の筆を折らせるためであった。藤式部にそれを直訴したところ、藤式部と同席していた小少将の君から源氏の「同担拒否の夢女子」であることを指摘され、自覚する。
原因が判明してからは少し丸くなり、藤式部に差し入れをしたり、帝と彰子の仲について教えるなど面倒見がよい部分を見せるようになる。
彰子（しょうし）
声：丸山美紀
藤式部の主にあたる人物で、帝の妃。帝の前妻・定子の息子・敦康の養母。
藤式部いわく物語に出てくる高貴な姫君そのもので、大人しい気性と極度な失敗への恐れから滅多に自発的な行動はしない。帝の前では幻滅されないようにと特に緊張してしまい、顔すらろくに見ることができないため会話も弾まず、関係はぎくしゃくしている。しかし本心では帝を慕っており、帝の前妻定子は朗らかな人物であったことから、できてはいないものの笑顔でいるよう心がけている。そのいじらしさに藤式部は感銘を受けており、帝に恋をしていることを知ってからは、帝と彰子のことを推すべき二人つまり推しカプとしている。義理の息子にあたる敦康には優しく接し心から慈しんでおり、実母のことが書かれた『枕草子』を読み聞かせたりと交流を持ち、敦康からも懐かれている。
帝（みかど）
声：鈴木将之
彰子の夫。物語と猫が好き。
心優しい性格で質素を好む。物静かな彰子に対しても気を遣い交流を持とうとしているが、彰子は大人しい気性が故にそっけない態度をとってしまうため、自分の何かが彼女を不快にさせていると思っている。亡くなった前妻定子のことを未だに忘れられず愛しているため、彰子に心を砕くのは左大臣の娘であるからという理由が大きい。
『源氏物語』を読み、桐壺の更衣と桐壺帝のモデルが定子と自分だと気付く。愛する定子が出家したことを受け入れられず側に置き続けたことに、もっと他の道の方が定子も幸せでいられたのではないかと後悔している。彰子が敦康と良好な関係を築いていることを知ってからは、定子のことについて思っていることを話し合い、少しだけ打ち解けた。
定子（ていし）
今は亡き皇后で、最も帝から愛された妃。
かつては明るい性格や優れたカリスマ性から知的で華やかなサロンを形成した。枕草子の影響や彰子とその周りの控えめさから、現在の宮中でも現状と比べ昔の華やかさを懐かしむ声が多い。
彼女の母が受領階級であることや、漢文を嗜んでいることから藤式部は定子に親近感を持っていた。
敦康（あつやす）
帝と定子の間に生まれた第一皇子。2歳の頃に実母の定子を亡くし、彰子が養育することになる。
倫子（りんし）
声：青井玲
彰子の母で、藤式部を娘の家庭教師に推薦した張本人。藤式部の又従姉妹に当たる。
中々執筆が進まない藤式部に対し〆切を設けやる気を出させたりと有能編集のような存在。
日頃から夫の藤原道長のいい加減さを指摘しており、結果的に自分が蔑ろにされるようなことにおいては自分の先祖にあたる宇多天皇のことを蔑ろにするのと同じとして激昂している。
藤原道長（ふじわら の みちなが）
声：常盤昌平
左大臣で彰子の父。倫子の推薦により藤式部を宮中に招いた人物で、藤式部からは貴重な紙をくれる機械と認識されている。
藤原惟規
香子の唯一の長弟で、行成の部下の一人。伊周らが建てる孫の顔を見たがるのを参拝しに行く道長暗殺計画を知ってしまう。
藤原伊周
定子の兄で、敦康親王の伯父。
藤原行成

## 制作背景
作者のD・キッサンは紫式部について、『源氏物語』の作者であるくらいの知識しかなかったが、『紫式部日記』を中心に調べていたところ、心情に変化があった。「女性の生き方として妙に現代に通じる部分を感じ、興味深い人生だ」と考え、本作が誕生。
D・キッサンは現代はファッションの流行が早く、「着せる服でキャラクターの印象」が変化してしまうため、平安時代の方がプレッシャーが少ないと話している。紫式部や平安時代の文化を壊さずに、宮中の暮らしや登場人物の魅力を伝えるよう、「史実には沿いながらいかに大胆にデフォルメするかに腐心」して制作されている。

## 書誌情報
- D・キッサン 『神作家・紫式部のありえない日々』 一迅社〈ZERO-SUMコミックス〉、既刊6巻（2025年4月30日現在）
  1. 2022年4月25日発売[2][9]、ISBN 978-4-7580-3731-0
  2. 2022年11月25日発売[10]、ISBN 978-4-7580-3815-7
  3. 2023年6月23日発売[11]、ISBN 978-4-7580-3900-0
  4. 2024年2月29日発売[12]、ISBN 978-4-7580-3983-3
  5. 2024年9月30日発売[13]、ISBN 978-4-7580-8585-4
  6. 2025年4月30日発売[14]、ISBN 978-4-7580-8683-7